# Erwin Weber
Erwin Weber   (Múnic, 12 de juny de 1959) és un enginyer i un pilot de ral·li actualment retirat, guanyador del Campionat d'Europa de Ral·lis l'any 1992 i del Campionat d'Alemanya de Ral·lis dels anys 1983 i 1991. També ha participat en el Campionat Mundial de Ral·lis, on ha aconseguit diversos podis, i al Ral·li Dakar, on finalitzà segon a l'edició de 1992.

## Trajectòria
Erwin Weber debuta als ral·lis l'any 1979 disputant l'Opel Kadett Cup a Alemanya. Posteriorment, com a pilot d'Opel, l'any 1983 guanya el Campionat d'Alemanya de Ral·lis amb un Opel Manta 400. L'any 1985 debuta al Campionat Mundial de Ral·lis disputant el Ral·li Safari i el RAC Ral·li amb el Opel Manta 400.
La temporada 1986 disputa tres ral·lis amb el Toyota Team Europe, aconseguyint un tercer lloc al Ral·li Costa d'Ivori del Campionat Mundial amb un Toyota Celica.
A partir de 1987 es converteix en pilot de Volkswagen Motorsport, aconseguint dues terceres posicions al Ral·li Costa d'Ivori i al Ral·li de l'Argentina, ambdós puntuables pel Mundial de Ral·lis. Posteriorment, al 1990, també acabaria al podi en tercera posició al Ral·li de Nova Zelanda. La temporada 1991 guanya per segona vegada el Campionat d'Alemanya, en aquesta ocasió amb un Volkswagen Golf G60 Rallye.
L'any 1992 s'incorpora a Mitsubishi Alemanya, guanyant el Campionat d'Europa de Ral·lis amb un Mitsubishi Galant VR-4, aconseguint imposar-se en sis ral·lis al llarg de l'any, com el Ral·li d'Alemanya o el Ral·li Barum. A la següent temporada ja disputa menys ral·lis, encara en Mitsubishi, finalitzant segon al Campionat d'Alemanya i vuitè al Campionat d'Europa.
L'any 1993 s'incorpora a SEAT Sport, disputant un sol ral·li en tot l'any, el Ral·li de Catalunya amb un Seat Ibiza GTi 16v de la categoria 2 Litres. A les següents temporades, disputarà a la categoria 2 litres, diferents proves amb SEAT, aconseguint la victòria dins la categoria al Ral·li Acròpolis de 1995, finalitzant en un tercerc lloc absolut. Finalment, Weber es retirarà en finalitzar la temporada 1997, havent ajudat a SEAT a guanyar els campionats mundials de la categoria 2 litres dels anys 1996 i 1997.
En paral·lel a la seva activitat als ral·lis, també disputà en diverses ocasions el Ral·li Dakar, finalitzant en segona posició l'any 1992 amb un Mitsubishi Pajero.